# Paul Anderson (Journalist)
Paul Anderson, ursprünglich Harald Müller (* 17. November 1908; † 9. März 1972 in London), war ein deutscher Journalist.

## Leben und Tätigkeit
Anderson studierte in Hamburg und Berlin. Nach dem Machtantritt der Nationalsozialisten ging Anderson, der politisch der KPD nahe stand, über Stockholm nach Großbritannien.
Seit 1940 war Anderson Mitarbeiter des Senders der Europäischen Revolution und unter dem Pseudonym Peter Petersen politischer Kommentator im Deutschen Dienst der BBC.
In den Jahren 1945 bis 1947 fungierte Anderson als Pariskorrespondent für das Wochenblatt Observer. Seit 1948 lieferte er regelmäßig politische Kommentare für den Norddeutschen Rundfunk (NDR), für den er schließlich Leiter der Sendung „Aus der Alten Welt“ wurde.
In den Jahren 1950 bis 1953 war Anderson Leiter der Feature-Abteilung der Pariser Informationszentrale des Marshallplanes. Zugleich arbeitete er als Auslandskorrespondent der BBC.
1953 kehrte Anderson nach Großbritannien zurück, wo er von 1953 bis 1958 als stellvertretender Chefredakteur der Zeitschrift Picture Post tätig war.
In den Jahren 1962 bis 1972 leitete Anderson das Londoner Büro des NDR für Fernsehen und Hörfunk in Großbritannien und Irland, wo er zugleich als Korrespondent des ARD-Senderverbandes wirkte. Im Rahmen dieser Tätigkeit führte er zahlreiche Interviews und produzierte zahlreiche Fernsehfeatures und Berichte für die Tagesschau. Aufgrund seiner Stellung als langjähriger Vertreter des deutschen Fernsehens in Großbritannien wurde Anderson in der Bundesrepublik als „Mr. England“ bekannt und prägte für eine ganze Generation von Bundesbürgern ihr Bild von England.

## Familie
Anderson war seit 1934 mit Evelyn Seligman verheiratet, die später als Evelyn Anderson bekannt wurde.